# Veliko pristanišče, Valletta
Grand Harbour (malteško il-Port il-Kbir; italijansko Porto Grande), znano tudi kot Pristanišče Valletta, je naravno pristanišče na otoku Malta. Z leti je bil bistveno spremenjen z obsežnimi doki (Malta Dockyard), pristani in utrdbami.

## Opis
Ustje pristanišča je obrnjeno proti severovzhodu in ga na severu omejuje Saint Elmo Point, nadalje pa je zaščiteno z izoliranim valobranom, na jugu pa je omejeno s Ricasoli Point. Njegovo severozahodno obalo tvori polotok Sciberras, ki ga večinoma pokrivata mesto Valletta in njegovo predmestje Floriana. Ta polotok loči tudi Grand Harbour od drugega vzporednega naravnega pristanišča, Marsamxett Harbour. Glavna vodna pot Grand Harbourja se nadaljuje v notranjost skoraj do Marse. Jugovzhodno obalo pristanišča tvorijo številni zalivi in rti, predvsem Rinella Creek, Kalkara Creek, Dockyard Creek in French Creek, ki jih pokrivajo Kalkara in tri mesta: Cospicua, Vittoriosa in Senglea. Pristanišče je bilo opisano kot največje geografsko bogastvo Malte.
Grand Harbour s svojim partnerskim pristaniščem Marsamxett leži v središču nežno dvigajočih se tal. Razvoj je narasel povsod okoli pristanišč dvojčkov in navzgor po pobočjih, tako da je celotna skleda dejansko eno veliko naselje. Velik del prebivalstva Malte živi v polmeru treh kilometrov od Floriane. To je zdaj eno najbolj gosto poseljenih območij v Evropi. Pristanišča in okoliška območja sestavljajo severno in južno pristaniško okrožje Malte. Ta okrožja skupaj vsebujejo 27 od 68 lokalnih svetov. Imajo 213.722 prebivalcev, kar predstavlja več kot 47 % celotnega prebivalstva Malteških otokov.
- Površina = 2.035.000 m²
- Max. dolžina = 3,63 km
- Max. širina = 1,33 km
- Povprečna globina = 7,7 m

## Zgodovina
Malteški otoki imajo dolgo zgodovino, predvsem zaradi njihove strateške lege in naravnih pristanišč, predvsem Grand Harbour in Marsamxett. Grand Harbour se je uporabljal že v prazgodovini.
Na obalah Grand Harbour so našli megalitske ostanke. Templji Kordin, od katerih najstarejši segajo okoli leta 3700 pr. n. št., so gledali na pristanišče s Corradino Heights. Druga megalitska struktura je morda obstajala pod vodo ob utrdbi Saint Angelo, vendar je ni več mogoče videti. Punske in rimske ostanke so našli tudi na obalah pristanišča.
Do 12. in 13. stoletja je bil Castrum Maris (sodobna utrdba st. Angelo) zgrajen v današnjem Birguju. Morda je bil zgrajen namesto starodavnih zgradb, morda feničanskih ali rimskih templjev ali arabske trdnjave.
Leta 1283 se je pri vhodu v Grand Harbour odvijala bitka pri Malti. Aragonske sile so premagale večjo anžujsko silo in ujeli 10 galej.
Grand Harbour je bil baza za red svetega Janeza za 268 let, od 1530 do 1798. Naselili so se v mestu Birgu in izboljšali njegove utrdbe, vključno z obnovo Castrum Maris kot utrdbo Saint Angelo. Julija 1551 so barbarski korsarji in osmanske sile napadle Malto. Pristali so pri Marsamxettu in odkorakali proti Grand Harbourju, vendar niso napadli, saj so ugotovili, da je mesto Birgu preveč dobro utrjeno za napad. Čeprav je bil ta poskus neuspešen, je osmanskim silam kasneje uspelo zapleniti Gozo in osvojiti Tripoli v isti kampanji. Po napadu sta bili zgrajeni utrdbi Saint Elmo in Saint Michael za boljšo zaščito pristanišča v morebitnih prihodnjih napadih. Kmalu zatem je bilo ustanovljeno tudi mesto Senglea.
Kasneje, v 1550-ih, je tornado udaril v Grand Harbour in ubil 600 ljudi in uničil ladijsko armado.
Območje je bilo prizorišče večine bojev v velikem obleganju Malte leta 1565, ko so Osmani poskušali izgnati red svetega Janeza, a so bili na koncu poraženi. Po obleganju je bilo na polotoku Sciberras na severozahodni obali pristanišča zgrajeno glavno mesto Valletta. Z leti je bilo znotraj Grand Harbourja ustanovljenih več utrdb in naselij, vključno s  utrdbo Ricasoli ter mesti Floriana in Cospicua.
Med francosko okupacijo Malte so pristaniško območje blokirali malteški uporniki na kopnem in kraljeva mornarica na morju. Francozi so na koncu septembra 1800 kapitulirali in Malta je postala britanski protektorat, kasneje kolonija. V času britanske kolonialne vladavine je pristanišče postalo strateško oporišče kraljeve mornarice in baza sredozemske flote.
Celotno območje je bilo divje bombardirano med drugim obleganjem Malte med drugo svetovno vojno, saj so doki in vojaški objekti okoli pristanišča postali tarče bombnikov Osi. Vendar je kolateralna škoda uničila velik del Vallette in Treh mest ter povzročila veliko število civilnih žrtev.
Malteška ladjedelnica je še vedno aktivna, vendar je z odhodom britanske vojske pristanišče izgubilo velik del svojega vojaškega pomena. Precejšen del komercialnega ladijskega prometa Malte zdaj opravlja novo brezplačno pristanišče Kalafrana, zato je pristanišče veliko tišje kot v prvi polovici 20. stoletja.
Septembra 2007 je malteška vlada predstavila 20 predlaganih projektov regeneracije, ki bi prenovili območje ob spoštovanju njegove zgodovinske vrednosti.
Od maja 2021 v pristanišču potekajo obnovitvena dela, ki jih je začela Infrastructure Malta in sponzorirala Evropska unija s cilji elektrifikacije pristanišča, da bi zmanjšali škodljive emisije z ladij za 90 %. Namestiti je treba enote na kopnem, da se odpravi potreba po motorjih na fosilna goriva, ki delujejo, medtem ko so ladje zasidrane.

## Okoli Grand Harbour od utrdbe Ricasoli do utrdbe sv. Elma
- Utrdba Ricasoli
- Rinella Bay
- Bighi
- Kalkara Creek
  - Marina Road, Kalkara
  - Kalkara Strand, Kalkara
  - Mandraġġ Strand, Birgu
- Utrdba Saint Angelo
- Dockyard Creek ali Cottonera Marina
  - St. Angelo Strand, Birgu
  - Xatt il-Forn, Birgu
  - Xatt ir-Risq, Birgu
  - Xatt San Lawrenz, Birgu
  - Dock No. 1, Bormla
  - Xatt Juan B. Azzopardi, Senglea
- Utrdba Saint Michael
- French Creek
  - Dock No. 2
  - Ghajn Dwieli Road
  - Corradino
  - Dock No. 6
- Ras Ħanżir Point
- New Port
  - Pristan Shipwrights, Paola
  - Dock No. 7
  - Xatt il-Mollijiet, Albert Town
  - Church Wharf, Marsa
- Il-Menqa
  - Most Wharf, Marsa
  - Flagstone Wharf / Moll iċ-Ċangatura, Marsa
  - Lighters Wharf / il-Moll tal-Braken, Marsa
  - Timber Wharf / il-Moll tal-Ħatab, Marsa
  - Xatt l-Għassara tal-Għeneb, Marsa
- Valletta Waterfront or Pinto Wharf, Floriana
- Lascaris Wharf, Valletta
- Xatt il-Barriera, Valletta
- Taħt iż-Żiemel
- Utrdba sv. Elma

## Galerija
- Ricasoli valobran
Kalkara
- Utrdba Ricasoli
Kalkara
- RNH Bighi
Kalkara
- Kalkara Creek
Kalkara and Birgu
- Utrdba Saint Angelo
Birgu
- Spur Senglea 
Senglea
- French Creek
Senglea, Cospicua in Paola
- Dok št. 4
Cospicua
- Dok št. 6 (Kitajski dok)
Cospicua
- Ladjedelniški pristan
Paola in Marsa
- Most Wharf in elektrarna Marsa 
Marsa
- Pristan Braken 
Marsa
- Xatt Lascaris
Valletta
- Utrdba sv. Elma
Valletta
- Most sv. Elma
Valletta
- Valobran Valletta 
Valletta